# Лос Анджелис
Вижте пояснителната страница за други значения на Лос Анджелис.
Лос Анджелис (също Лос Анжелос, Лос Анджилиз и др.) (на английски: Los Angeles, /lɒs ˈændʒəliːz/, съкратено LA) е град в Съединените американски щати, административен център на окръг Лос Анджелис в щата Калифорния. Наричан е и „Град на ангелите“.
Разположен е в областта Южна Калифорния. Заема площ от 1200 km² (или от 1302 km²), което го прави по-голям от Чикаго. Лос Анджелис има неправилна форма и заема обща територия от 1291 km², от които 1215 km² суша и 76 km² вода. Приблизителните размери на града са 70 km в направление север-юг и 45 km в направление изток-запад, а периметърът му е около 550 km.  
Узаконен е като град в Калифорния на 4 април 1850 г., когато броят на жителите му е едва 1610. По данни от 2000 г. населението му е 3 694 820, но според Калифорнийския финансов отдел към 1 май 2005 населението на града е 3 957 875 души, а на градската агломерация – 17 786 419 души. С население 3 898 747 души (2020) Лос Анджелис е вторият по население град в Съединените щати след Ню Йорк
Град Лос Анджелис е центърът на наброяващия 18 милиона жители (2021) Район на Голям Лос Анджелис – една от най-големите градски агломерации в света и втората по население в Съединените щати. Окръг Лос Анджелис, чийто административен център е градът, е най-населеният и един от етнически най-разнородните окръзи в страната, а районът на Лос Анджелис е определян като най-разнороден сред големите американски агломерации.
Това е едно от най-големите икономически, културни и развлекателни средища в света. Заради Холивуд той е известен също като „Развлекателната столица на света“, водеща в света в създаването на филми, телевизионни продукции, сценични продукции, видеоигри, и звукозапис. Значението на развлекателния бизнес в града го прави дом на много известни личности.
Лос Анджелис е водещ център в света на бизнеса, международната търговия, забавленията, културата, медиите, модата, науката, спорта, технологиите и образованието, и се класира на трето място в класацията за най-богатия град и на пето в класацията за най-силен и влиятелен град в света. Градът е дом на известни институции, покриващи широка гама от професионални и културни области и е един от най-съществените икономически двигатели в рамките на Съединените щати. Избиран е три пъти за домакин на Олимпийски игри – 1932, 1984 и 2028 г. През 1994 г. на стадион „Роуз Бол“ в Пасадина се играе финалът на световното първенство по футбол между Бразилия и Италия.

## География и топография

### Разположение и релеф
Това е единственият голям град в Съединените щати, пресечен от планинска верига. Разположен е на брега на Тихия океан и по-голямата част от него се намира в крайбрежната Лосанджелиска долина. 
Северно и източно от центъра се намират постепенно издигащи се към вътрешността възвишения, като най-високата точка в рамките на града е с надморска височина 1550 m. Най-голямата река е едноименната Лос Анджелис ривър, която се оттича от хълмовете Сими Хилс и веригата Санта Сусана Маунтан на северозапад от Канога Парк в рамките на самия град, а оттокът ѝ е силно сезонен. Почти цялото ѝ течение е коригирано с бетонно корито.
Лос Анджелис е разположен в близост до големия разлом Сан Андреас, област на силна сеизмична активност, като годишно в града се регистрират около 10 хиляди земни труса, а е сполитан и от няколко особено силни земетресения. Някои части на града могат да бъдат засегнати и от тихоокеански вълни цунами, както след Чилийското земетресение през 1960.

### Климат
Климатът на Лос Анджелис е средиземноморски с горещо лято (Csa по Кьопен) и се характеризира с мека и влажна зима и много топло, дори горещо, най-вече сухо лято. Бризът, който духа от Тихия океан, прави климата в частите на града, които са в непосредствена близост до крайбрежието, да е хладен през лятото и топъл през зимата.
Климатът е сравнително сух, с 320 слънчеви дни в годината и само 40 дни с валежи. Периодът от май до октомври е горещ и сух със средни максимални температури 23 – 29 °C, във вътрешността до 38 °C. От ноември до април времето е меко и с повече валежи, със средни максимални температури 20 – 23 °C и средни минимални температури 9 – 12 °C, рядко падащи до 5 °C. Годишното количество на валежите е около 380 mm.
| Климатични данни за Лос Анджелис, Калифорния | Климатични данни за Лос Анджелис, Калифорния | Климатични данни за Лос Анджелис, Калифорния | Климатични данни за Лос Анджелис, Калифорния | Климатични данни за Лос Анджелис, Калифорния | Климатични данни за Лос Анджелис, Калифорния | Климатични данни за Лос Анджелис, Калифорния | Климатични данни за Лос Анджелис, Калифорния | Климатични данни за Лос Анджелис, Калифорния | Климатични данни за Лос Анджелис, Калифорния | Климатични данни за Лос Анджелис, Калифорния | Климатични данни за Лос Анджелис, Калифорния | Климатични данни за Лос Анджелис, Калифорния | Климатични данни за Лос Анджелис, Калифорния |
| Месеци | яну.                                         | фев.                                         | март                                         | апр.                                         | май                                          | юни                                          | юли                                          | авг.                                         | сеп.                                         | окт.                                         | ное.                                         | дек.                                         | Годишно                                      |
| Абсолютни максимални температури (°C) | 32,8                                         | 33,3                                         | 35,0                                         | 38,9                                         | 36,1                                         | 40,0                                         | 36,1                                         | 36,7                                         | 43,3                                         | 41,1                                         | 38,3                                         | 34,4                                         | 43,3                                         |
| Средни максимални температури (°C) | 19,8                                         | 20,8                                         | 20,8                                         | 22,4                                         | 23,3                                         | 25,7                                         | 28,9                                         | 29,2                                         | 28,2                                         | 26,1                                         | 22,4                                         | 19,9                                         | 23,9                                         |
| Средни минимални температури (°C) | 14,6                                         | 15,6                                         | 15,9                                         | 17,4                                         | 18,8                                         | 20,9                                         | 23,5                                         | 23,9                                         | 23,2                                         | 20,9                                         | 17,2                                         | 14,6                                         | 18,8                                         |
| Абсолютни минимални температури (°C) | −2,8                                         | 1,1                                          | 1,7                                          | 5,6                                          | 7,2                                          | 8,9                                          | 11,1                                         | 10,6                                         | 8,3                                          | 6,1                                          | 3,3                                          | 0,0                                          | −2,8                                         |
| Средни месечни валежи (mm) | 74,2                                         | 78,0                                         | 66,3                                         | 26,2                                         | 4,8                                          | 0,8                                          | 0,3                                          | 3,6                                          | 11,4                                         | 7,9                                          | 50,3                                         | 51,6                                         | 375,4                                        |
| --- | -------------------------------------------- | -------------------------------------------- | -------------------------------------------- | -------------------------------------------- | -------------------------------------------- | -------------------------------------------- | -------------------------------------------- | -------------------------------------------- | -------------------------------------------- | -------------------------------------------- | -------------------------------------------- | -------------------------------------------- | -------------------------------------------- |
| Източник: Време и климат Архив на оригинала от 2012-10-25 в Wayback Machine. ((ru)), World Climate Архив на оригинала от 2017-10-23 в Wayback Machine. ((en)), World Climate Guide ((en)) |                                              |                                              |                                              |                                              |                                              |                                              |                                              |                                              |                                              |                                              |                                              |                                              |                                              |

### Квартали
Някои квартали на Лос Анджелис:
- Арлингтън Хайтс
- Венис
- Китайски квартал
- Корейски квартал
- Лонг Бийч
- Малко Токио
- Пасадина
- Сайпръс парк
- Сан Педро
- Сивик сентър
- Студио Сити
- Уилмингтън
- Парк Ла Брея
- Търминал Айлънд
- Финансов район
- Хайланд парк
- Холивуд
- Толука Лейк

## История
След като са обитавани в продължение на хиляди години от индианските племена тонгва и чумаши, земите на днешен Лос Анджелис са завладени през 1542 г. от португалеца на испанска служба Жоао Кабрильо, по-известен с името Хуан Кабрийо, като част от испанската колонизация на Америка. Той обаче само преминава, без да създаде поселение.
През 1769, в района пристига францисканският мисионер Хуан Креспи, който препоръчва на испанските власти да заселят територията. През 1771 г. е създадена мисия, а през 1777 г. губернаторът на Калифорния Фелипе де Неве иска разрешението на вицекраля на Нова Испания да засели земите. 
Лос Анджелис е основан през 1781 г. като пуебло (един вид село, племенно селище), което се състои от 40 души (11 испански заселнически семейства с разнообразен произход, сред тях има мулати и метиси, индианци, африканци и чисти испанци.)  На 4 септември 1781 г. те (по други данни броят им е 44 души), ескортирани от няколко войници и насочвани от двама францискански монаси от мисията „Сан Габриел“, основават на брега на Тихия океан поселение, което днес е познато в цял свят просто с инициалите Ел Ей. Испанците му дават дългото име El Pueblo de Nuestra Señora la Reina de los Ángeles sobre El Río Porciúncula (от исп. – „Селище на Дева Мария, царица на ангелите, на река Порсюнкула“). Поселението расте бавно и през 1820 г. има едва 650 жители, но въпреки това е най-голямото в Испанска Калифорния.
То става част от Мексико през 1821 г. след Мексиканската война за независимост. През 1848 г., в края на Мексиканско-американската война, завършила с два мирни договора от 1847 и 1848 г., Лос Анджелис и останалата част на (Горна) Калифорния са закупени като част от Договора от Гуадалупе Идалго, като по този начин стават част от Съединените щати.
През 1850 г. Лос Анжелес става столица на окръг със същото име. По това време малкото градче от Американския Запад е типично за района – с барове (на английски: Western saloons - салууни / западняшки салони), игрални зали (казина) и прашни, неасфалтирани пътища. Железопътната линия е изградена през 1876 г. и осигурява пряка връзка с Източното крайбрежие през 1885 г. След това от 2300 жители през 1860 г. населението на града нараства до над 50 000 през 1890 г. и достига 100 000 през 1900 г. Откриването на петрол в края на XIX и началото на XX век предизвика нов приток на население. Градът бързо се разраства чрез анексиране на съседни общини. Авиационната индустрия набира сила, докато киното се превръща в истинска печеливша индустрия, като негов център става Холивуд. След Втората световна война разрастването на града прибавя долината Сан Фернандо.
През 1992 г. Лос Анджелис е разтърсен от кървави безредици (първите сблъсъци от същия порядък регистрирани от началото на 1960-те години), предизвикани от случая Родни Кинг, черен шофьор, нападнат от четирима бели полицаи от Лос Анджелис. Тази сцена е заснета от местен жител, което води до съдебен процес с голямо напрежение и публикации. След оправдателна присъда, произнесена от предимно бяло жури/съдебни заседатели, се вдига вълна от гняв. Шест дни на междурасови сблъсъци довеждат до намесата на Националната гвардия. Официалната статистика сочи 55 мъртви и повече от 2000 ранени. Полицията арестува повече от 10 000 души, а щетите от пожари и кражби се оценяват на един милиард долара през 1992 г. 
През 1994 г. градът претърпява голямо земетресение в Нортридж. Други големи земетръси, засегнали града през XX век, са Уитиърнароуското (1987), Санфернандското (1971) и Лонгбийчкото земетресение (1933).
Лос Анжелес е засегнат и от поредица горски пожари в началото на 2025 г.

## Население
| Население на Лос Анджелис (по години) | Население на Лос Анджелис (по години) |
| ------------------------------------- | ------------------------------------- |
| 1890                                  | 50 395                                |
| 1900                                  | 102 479                               |
| 1910                                  | 319 198                               |
| 1920                                  | 576 673                               |
| 1930                                  | 1 238 048                             |
| 1940                                  | 1 504 277                             |
| 1950                                  | 1 970 358                             |
| 1960                                  | 2 479 015                             |
| 1970                                  | 2 816 061                             |
| 1980                                  | 2 966 850                             |
| 1990                                  | 3 485 398                             |
| 2000                                  | 3 694 820                             |
| 2005                                  | 3 844 829                             |
| 2006                                  | 4 097 340                             |
| 2009                                  | 3 831 868                             |
| 2010                                  | 3 792 621                             |

### Брой и състав
Според преброяването от 2020 г. Лос Анджелис има население от 3 898 747 души. Според преброяването от 2010 г. то е съставено от 1 888 158 бели (49,8%), 365 118 афроамериканци (9,6%), 28 215 индианци (0,7%), 426 959 азиатци (11,3%), 5577 души от тихоокеанските острови (0,1%), 902 959 души от друга раса (23,8%) и 175 635 (4,6%) от две или повече раси. 
Разпределението по възрастови групи е 874 525 души (23,1%) под 18 г., 434 478 души (11,5%) от 18 до 24 г., 1 209 367 души (31,9%) от 25 до 44 г., 877 555 души (23,1%) от 45 до 64 г. и 396 696 души (10,5%) над 65 г. Средната възраст е 34,1 години.
Гъстотата на населението е 2913 д./km². Съотношението на жените към мъжете е 100 към 99,2. Съотношението на жени и мъже над 18 г. е 100 жени към 97,6 мъже.
Лос Анджелис е дом на хора от над 140 държави, говорещи над 224 различни езика. Етническите обособени части като Чайнатаун, Исторически Филипинотаун, Кореатаун, Малката Армения, Малката Етиопия, Техеранджелис, Малкото Токио и Тайтаун показват примери за многоезичния характер на града.

## Икономика

### Промишленост
Лос Анджелис е най-големият промишлен и икономически център в западната част на САЩ. Основните индустриални сектори, които определят икономическо развитие на града, са международната търговия, телевизията и филмовата индустрия, военната индустрия, космическите изследвания, добивът на нефт, електроника, автомобилостроене и хранително-вкусовата промишленост. Активно се развиват биотехнологии и производството на петрол. Сред другите основни отрасли са финанси, телекомуникации, медицина, транспорт, туризъм (в този сектор работят близо половин милион души от населението на Лос Анджелис), както и развлечения и култура.
В Лос Анджелис е седалището на много компании, включени в списъка на най-големите компании в САЩ (Forbes Global 2000 и Fortune 500) – Northrop Grumman (военна и космическа индустрия), Occidental Petroleum (нефт), Reliance Steel & Aluminum (металургия), CBRE Group (недвижими имоти), строителната компания KB Home, Health Net (медицински и финансови услуги), City National Bank (финансови услуги). Освен това градът е седалището на такива известни компании като 20th Century Fox, Guess, Paramount Pictures и др.
Още по-голям е броят на големите предприятия, разположени в сателитни градове, където са по-ниски данъчните ставки, съчетани с предимствата на близостта до метрото, сред които са компании като Hilton Hotels (Бевърли Хилс), The Walt Disney Company и Warner Bros (Бърбанк), Belkin (Комптън), Sony Pictures Entertainment (дъщерна фирма на телевизия Columbia Pictures, разположена в Culver), Mattel и UNOCAL (Ел Сегундо), DreamWorks SKG (Глендейл), Sea Launch (Long Beach), Activision (Санта Моника). Интересно да се отбележи, че въпреки факта, че Лос Анджелис се смята за световната столица на киното, само едно от най-големите студия прави филми в Холивуд (Paramount Pictures). Снимачните площадки на другите компании са изнесени в предградията на Лос Анджелис (Бърбанк, Глендейл и Кълвър Сити).
В Лос Анджелис се провеждат много от големите международни изложения, включително Electronic Entertainment Expo („Е3“), Greater Los Angeles Auto Show (международно автомобилното изложение). Един от най-големите изложбени центрове на града е в Los Angeles Convention Center.
На икономическата активност в града оставя своя отпечатък недостиг на някои природни ресурси, в частност, местни водоизточници. Към настоящия момент Лос Анджелис се обслужва от три акведукта: първия доставя вода от 544 km разстояние (Owens Valley), вторият – от 389 km (от река Колорадо), а третият – от 714 km (от делтата на река Сакраменто). Също така градът преживява известна липса на електроенергия (вж. енергийна криза в Калифорния).

### Култура и развлечения
Лос Анджелис често е наричан „Столица на развлеченията“ от неговите жители и посетители. В града работят десетки хиляди места за забавление, ресторанти, кафенета, барове и т.н. Основните центрове на нощния живот и удоволствията са съсредоточени в центъра на града, в района на Силвър Лейк, Холивуд, Западен Холивуд (прочутата улица на клубове и барове Сънсет Стрип).
В близост се намират световноизвестният увеселителен парк Дисниленд (в съседния град – Анахайм) и Universal Studios Hollywood, както и известните океански плажове в Санта Моника и Малибу.
Лос Анджелис е център на търговия на дребно с добра репутация в света. Сред най-оживените търговски улици: Родео Драйв в Бевърли Хилс, Фърд Стрийт Променейд (Ferd Street Promenade) и Монтана авеню в Санта Моника, Олд Таун в Пасадина, Холивуд и др. Лос Анджелис е една от световните столици на модния бизнес, блясък и лукс, което намира отзвук в множество филми и други художествени произведения.
Градът почти няма исторически център – Лос Анджелис се състои от отделни области със собствената си история и забележителности.
Музикални групи, създадени в Лос Анджелис:
- Audioslave, 2001
- Bad Religion, 1980
- Linkin Park, 1996
- Metallica, 1981
- Red Hot Chili Peppers, 1983
- Rage Against The Machine, 1991
- Guns N' Roses, 1985
- Mötley Crüe, 1981

### Образование
Лос Анджелис е важен център на висшето и средното образование в САЩ. В града има много висши училища (броят на студентите през 2009 г. е над 800 хиляди души) и колежи, които предоставят опит в основните сфери на човешката дейност.
Сред най-известните образователни институции, действащи в града и околностите му са:
- Калифорнийски университет в Лос Анджелис (в системата на Калифорнийски университет)
- Калифорнийски щатски университет
- Калифорнийски технологичен институт
- Градски колеж на Лос Анджелис
- Южнокалифорнийски медицински университет
- Отисовски колеж по изкуство и дизайн
- Американски киноинститут
- Южнокалифорнийски институт по архитектура
- и мн. др. От 2009 г. в града функционира Българско училище „Иван Вазов“, разположено на улица S. Alexandria Ave. 150.

## Международни отношения

### Консулства
- – генерално консулство на Азербайджан
- – генерално консулство на Армения
- – генерално консулство на България
- – консулство на Израел
- – консулство на Китай
- – консулство на Мексико
- – консулство на Турция

### Побратимени градове
Лос Анджелис има 25 побратимени града:
| Знаме                    | Град            | Държава                    | Година |
| ------------------------ | --------------- | -------------------------- | ------ |
|                          | Ейлат           | Израел                     | 1959   |
|                          | Нагоя           | Япония                     | 1959   |
|                          | Салвадор        | Бразилия                   | 1962   |
|                          | Бордо           | Франция                    | 1964   |
|                          | Берлин          | Германия                   | 1967   |
|                          | Лусака          | Замбия                     | 1968   |
|                          | Мексико         | Мексико                    | 1969   |
|                          | Окланд          | Нова Зеландия              | 1971   |
|                          | Пусан           | Южна Корея                 | 1971   |
|                          | Мумбай          | Индия                      | 1972   |
|                          | Техеран         | Иран                       | 1972   |
| Република Китай (Тайван) | Тайпей          | Република Китай (Тайван)   | 1979   |
|                          | Гуанджоу        | Китайска народна република | 1981   |
|                          | Атина           | Гърция                     | 1984   |
|                          | Санкт Петербург | Русия                      | 1984   |
|                          | Ванкувър        | Канада                     | 1986   |
|                          | Гиза            | Египет                     | 1989   |
|                          | Джакарта        | Индонезия                  | 1990   |
|                          | Каунас          | Литва                      | 1991   |
|                          | Макати          | Филипини                   | 1992   |
|                          | Сплит           | Хърватия                   | 1993   |
|                          | Сан Салвадор    | Салвадор                   | 2005   |
|                          | Бейрут          | Ливан                      | 2006   |
|                          | Иския           | Италия                     | 2006   |
|                          | Ереван          | Армения                    | 2007   |

## Вижте още
- Лосанджелисци, списък с известни личности, свързани с града